# Horatio Gates

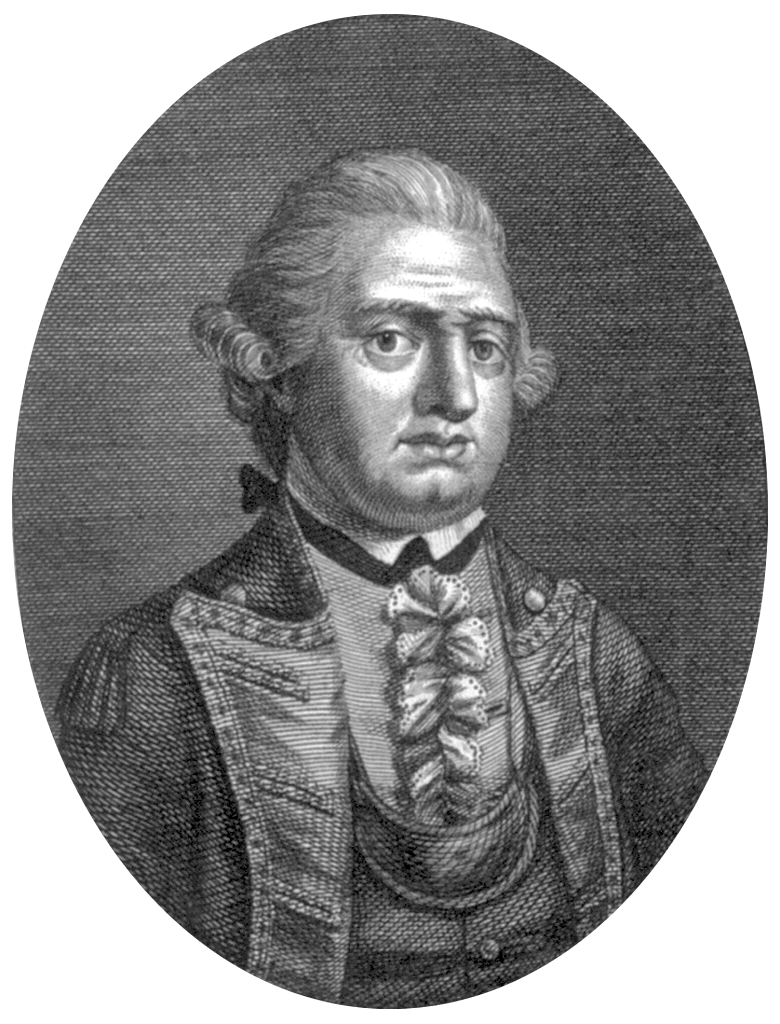
Horatio Gates (1782)

Horatio Gates (* 26. Juli 1727 in Maldon, England, Königreich Großbritannien; † 10. April 1806 in New York City, USA) war ein amerikanischer General im Amerikanischen Unabhängigkeitskrieg. Er kommandierte die amerikanischen Truppen in der Schlacht von Saratoga und in der Schlacht von Camden.

## Vorleben
Horatio Gates’ Eltern dienten Peregrine Osborne, 2. Duke of Leeds. Er erhielt 1745 eine Leutnantsstelle in der British Army und diente während des Österreichischen Erbfolgekrieges in Deutschland. 1753 wurde er in Neuschottland zum Hauptmann befördert.
Während des Franzosen- und Indianerkrieges diente Gates unter General Edward Braddock. 1755 begleitete er die unter einem schlechten Stern stehende Braddock-Expedition, die die Kontrolle über das Ohio-Tal erlangen sollte. Dieser Streitkraft gehörten auch andere spätere Führer im Amerikanischen Unabhängigkeitskrieg an, wie Thomas Gage, Charles Lee, Daniel Morgan und George Washington. Gates diente später auf den Westindischen Inseln und nahm an der Einnahme von Martinique teil.
Im Oktober 1754 heiratete Horatio Gates Elizabeth Phillips. Das Paar bekam 1758 einen Sohn, Robert Gates. Weil der Aufstieg in der British Army in dieser Zeit mehr Geld und Einfluss erforderte, stagnierte Gates’ Karriere. Deswegen quittierte er 1769 im Rang eines Majors den Dienst und emigrierte nach Amerika. Seine Familie ließ sich auf einer bescheidenen Farm in Virginia nieder.

## Amerikanischer Unabhängigkeitskrieg

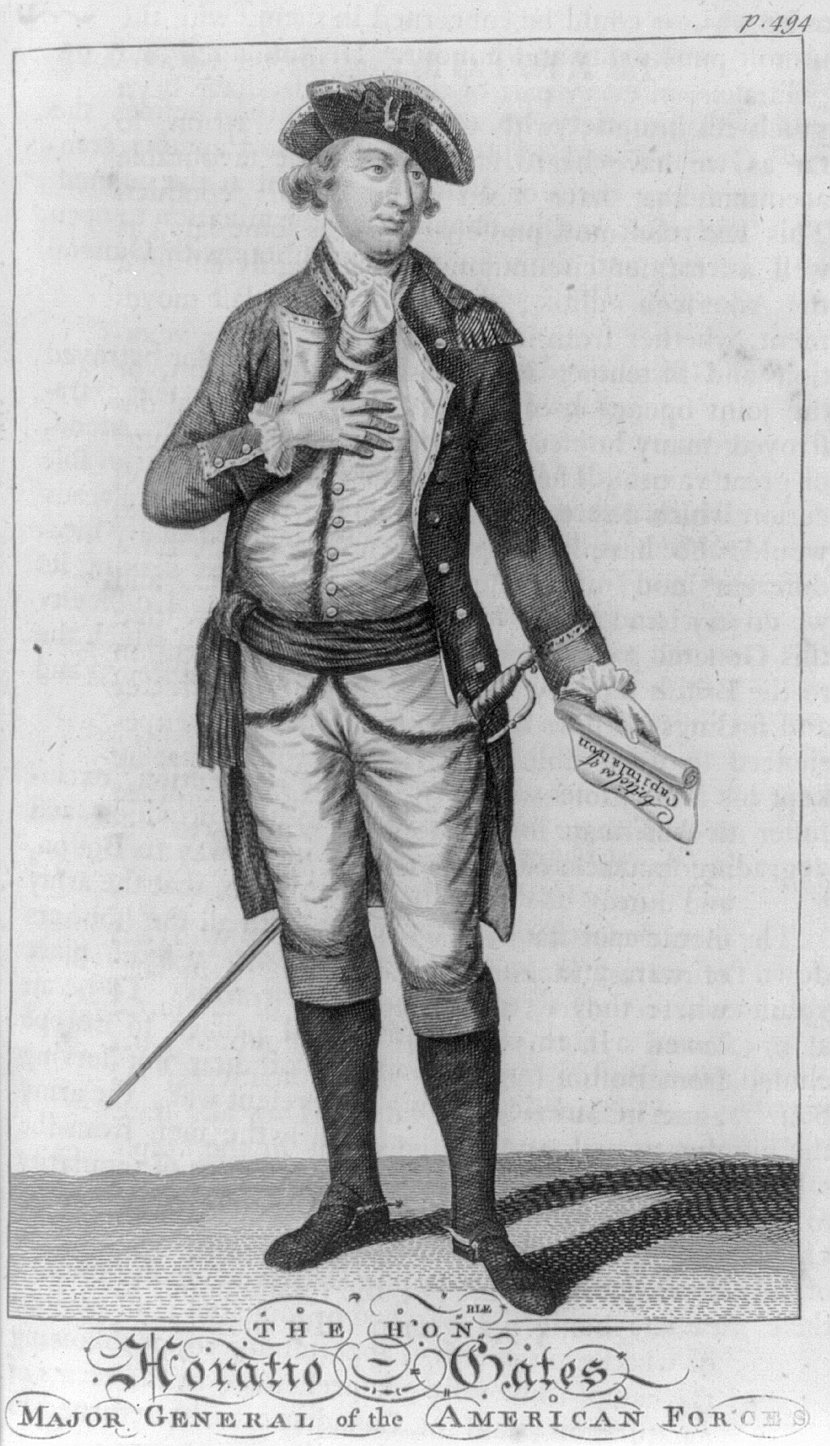
Horatio Gates als Generalmajor der amerikanischen Streitkräfte (1780)

Als der Ruf der Unabhängigkeitsbewegung Gates Ende Mai 1775 erreichte, machte er sich sogleich nach Mount Vernon auf, um George Washington seine Dienste anzubieten. Im Juni begann der Kontinentalkongress die Kontinentalarmee aufzustellen. Als er das Oberkommando akzeptiert hatte, drängte Washington Gates, als Adjutant in der Armee zu dienen. Am 17. Juni 1775 ernannte der Kontinentalkongress Horatio Gates zum Brigadegeneral und zum Generaladjutanten der Armee.
Sein Dienst als Adjutant war für die in den Kinderschuhen steckende Armee von unschätzbarem Wert. Gates und Charles Lee waren die einzigen verfügbaren Männer mit nennenswerter Erfahrung aus der britischen regulären Armee. Als Adjutant schuf er ein militärisches Kommando-/Kontrollsystem aus Akten und Befehlen und half, die unterschiedlichen Regimentsstrukturen der verschiedenen Kolonien zu vereinheitlichen.
Obwohl seine administrativen Kenntnisse ungleich wertvoller waren, sehnte Gates sich nach einem Frontkommando. Im Juni 1776 wurde er zum Generalmajor befördert und seinen Kommandeurssehnsüchten mit dem Oberbefehl über das Kanadische Departement der Kontinentalarmee als Ersatz für John Sullivan Rechnung getragen. Gates’ Wirken als Frontkommandeur zeitigte freilich deutlich schlechtere Ergebnisse als die vorangegangenen als Adjutant. Er konnte das Kommando über das Kanadische Departement gar nicht übernehmen, weil die amerikanische Invasion von Kanada aufgegeben werden musste, noch ehe er eintraf. Daraufhin diente er als Assistent von General Philip Schuyler im Nördlichen Departement.
Im Dezember bat er den Kongress um einen anderen Posten, während seine Truppen mit George Washington in der Schlacht von Trenton waren. Er wurde erneut nach Norden geschickt mit dem Befehl, Schuyler in New York zu assistieren. 1777 klagte der Kongress Schuyler und Arthur St. Clair jedoch wegen des Verlustes von Fort Ticonderoga an. Am 4. August übertrug er Gates den Posten als Kommandeur des Nördlichen Departements.
Am 19. August übernahm dieser das neue Kommando, gerade rechtzeitig, um General John Burgoynes Invasion in der Schlacht von Saratoga abzuwehren. Obgleich Gates’ Reputation durch diesen Sieg und durch Burgoynes Kapitulation im Namen der British Army erheblich anstieg, wurden doch die meisten Aktionen direkt von Frontkommandeuren wie Benedict Arnold, Enoch Poor und Daniel Morgan befehligt. Zum Sieg trugen außerdem Aktionen wie die von John Stark in der Schlacht von Bennington bei. Im November 1777 erhielt Gates für seine militärische Leistung in der Schlacht von Saratoga als zweiter Preisträger nach Washington vom Kontinentalkongress die Congressional Gold Medal verliehen.
Gates versuchte den maximalen politischen Nutzen aus diesem Sieg zu ziehen, während Washington mit der Hauptarmee nur wenig Erfolg hatte. Der Kongress ernannte Gates zum Vorsitzenden des Kriegsausschusses – er übernahm diese Aufgabe, behielt aber zugleich sein Frontkommando. Es gab sogar Überlegungen, Washington als Oberbefehlshaber durch ihn zu ersetzen. Das politische Manövrieren endete mit dem Fehlschlag der Conway-Kabale. Gates trat von seiner Aufgabe im Kriegsausschuss zurück und wurde im November 1778 Kommandeur des Östlichen Departements.
Im Mai 1780 erreichten die Nachrichten vom Fall von Charleston und die Gefangennahme von General Benjamin Lincolns südlicher Armee den Kongress. Am 7. Mai beschloss dieser, Gates das Kommando über das Südliche Departement zu übergeben. Gates erfuhr davon zu Hause in der Nähe des heutigen Shepherdstown (West Virginia). Er machte sich auf den Weg nach Süden auf und übernahm am 25. Juli 1780 in der Nähe des Deep River das Kommando über die verbliebenen Streitkräfte. Er führte die Truppen und Milizen nach Süden in einen Überraschungskampf mit dem britischen General Charles Cornwallis am 16. August in der Schlacht von Camden. Das Ergebnis war eine furchtbare Niederlage. Gates’ einzige erwähnenswerte Leistung war, auf der Flucht nach Norden in drei Tagen 274 Kilometer auf dem Pferderücken zurückgelegt zu haben. Seine bittere Enttäuschung wurde noch durch die Nachricht verschlimmert, dass sein Sohn Robert im Oktober im Kampf gefallen war. Nachdem Nathanael Greene ihn am 3. Dezember als Kommandeur abgelöst hatte, kehrte er nach Hause zurück.
Obwohl er nie wieder einen Kommandoposten erhielt, kehrte Gates später in den Dienst der Kontinentalarmee zurück. Als der Kontinentalkongress 1782 eine Resolution aufhob, nach der sich eine Untersuchungskommission mit der Niederlage von Camden befassen sollte, trat er in Newburgh wieder in Washingtons Stab ein. Gerüchte bringen einige seiner Stabsmitarbeiter mit der Newburgh-Verschwörung von 1783 in Verbindung; Gates selbst hatte keine offensichtliche Verbindung zu den Verschwörern.

## Spätere Ereignisse

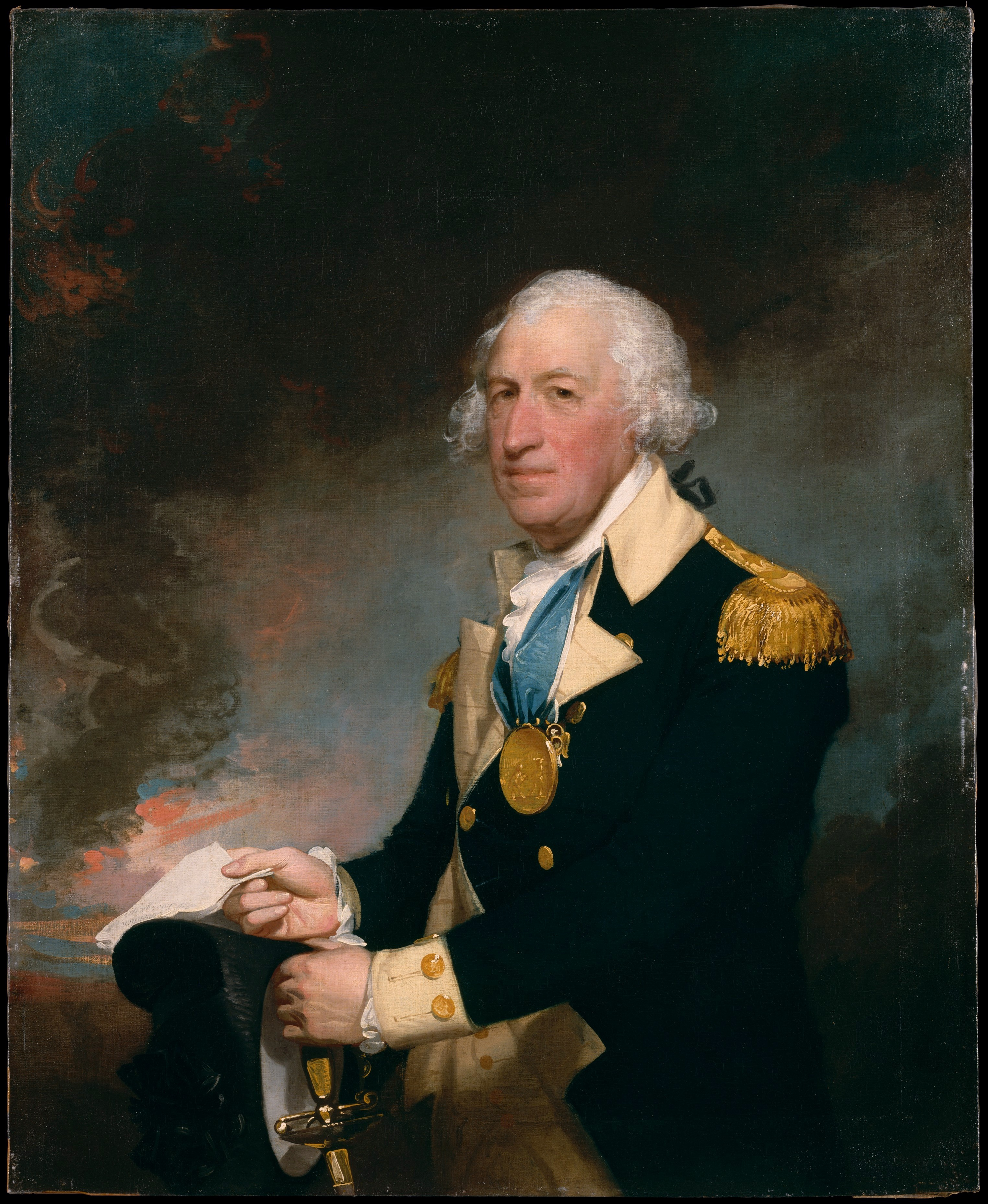
Horatio Gates, Porträt von Gilbert Stuart (1793–1794)

Gates’ Frau Elizabeth starb im Sommer 1783. 1784 quittierte er seinen Dienst und kehrte nach Virginia zurück. Er diente als Präsident der Society of the Cincinnati in Virginia und arbeitete an der Neuordnung seines Lebens. Zunächst trachtete er danach, Janet, die Witwe von General Richard Montgomery, zu heiraten, wurde jedoch zurückgewiesen. 1786 heiratete er Mary Vallance, eine reiche Witwe. Gates verkaufte seinen Landbesitz in Virginia und ließ auf Wunsch seines Freundes John Adams seine Sklaven frei. Das alternde Paar ließ sich auf einen Landsitz im Norden der Insel Manhattan nieder. Seine spätere Unterstützung für die Präsidentschaftskandidatur von Thomas Jefferson beendete seine Freundschaft mit Adams. Er und seine Frau blieben in der Gesellschaft von New York City lange aktiv, sodass er 1800 noch für eine Wahlperiode in das Parlament des Bundesstaates New York gewählt wurde.
Gates wurde in New York City auf dem Friedhof der Trinity Church in der Wall Street begraben. Das Gates County im Bundesstaat North Carolina wurde nach ihm benannt.